# 苏联中央电视台第二套节目
苏联中央电视台第二套节目（俄语：Вторая программа ЦТ，简称ЦТ-2）是隶属苏联中央电视台的综合电视频道，面向苏联全国播出，节目涵盖新闻、社会政治、教育、艺术。频道主编室和演播室设于莫斯科奥斯坦金诺电视中心（АСК-1）。
频道开播初期只面向莫斯科及莫斯科地区观众，此后于1982年1月1日迁移至苏联中央电视台第四套节目的频道播出，播出范围扩展至苏联全国。1991年12月27日，该频道被全俄国家电视广播公司接管，更名为俄罗斯广播电视台。

## 历史

### 莫斯科节目时期（1956－1981年）
第二套节目在1956年2月14日开播，初期名称为“中央电视演播室第二套（莫斯科）节目”，至1957年5月16日，随着中央电视演播室改制为苏联中央电视台，频道更名为“中央电视台第二套节目”。
节目初期只面向莫斯科及莫斯科州观众，每天晚上18:00至23:00播出。1960年，苏联中央电视台成立“莫斯科节目主编部”，其制作的首个节目为1961年1月于第二套节目开播的《莫斯科新闻》，此后又开播新闻节目《莫斯科本周纪录》、《莫斯科地区会议》、《莫斯科和莫斯科人》等。1964年，《晚安，孩子们！》栏目在第二套节目开播。
1960年代至1970年代中，第二套节目覆盖范围扩大，克拉斯诺达尔、伏尔加格勒、萨拉托夫、基洛夫州、彼尔姆、车里雅宾斯克等地都有覆盖。在苏联中央电视台任职节目编辑的维伦·瓦西里耶维奇·叶戈罗夫曾称，随着节目覆盖范围扩展至俄罗斯共和国、白俄罗斯、拉脱维亚和立陶宛等地，需要重新考虑频道的性质。
1977年，第二套节目的播出范围大幅缩减，只在莫斯科、莫斯科州和梁赞州部分地区播出，其他原先播出第二套节目的地区改为转播苏联中央电视台第四套节目。

### 1982－1991年
1982年1月1日，第二套节目调整至第四套的频道播出，第二套节目的覆盖面扩展至苏联全国，广播时间为7:00至次日1:00。此后第二套节目面向苏联东部地区推出4个时移版本（重播-1、-2、-3、-4），并为各地地方电视节目设置播出窗口。面向莫斯科的电视节目迁移至第三套节目播出。至1984年，第二套节目已覆盖苏联75%人口。
这一时期的第二套节目具有多个职能，包括重播电视剧（在《电视电影剪辑重播》、《中央电视台精选》栏目播出，1991年5月31日前一般在中午和结束广播之前各播出一部，1991年5月13日至11月18日间只在中午播出一部）、首播电视剧（1990年秋季后极少出现）、重播电影（在《幻象》栏目播出，1990年秋季后极少出现）、首播电影（在《蜿蜒剧院》栏目播出）、播出电视纪录片、转播体育赛事、音乐会、教育节目、少儿节目、动画片等，也重播部分第一套节目播出过的节目。1991年5月24日前，频道在上午及下午时段设有“中央电视台教育节目”环节（周末及学校假期除外），而5月24日后只播出外语教学节目。
1991年3月7日，第二套节目移交给全联盟国家电视广播公司管理。1991年5月13日起，第二套节目部分时段移交给全俄国家电视广播公司下属的俄罗斯电视台。1991年9月1日起，苏联中央电视台的新闻节目不再于第二套节目播出。11月至12月间，第二套节目的播出时段仅限工作日上午及下午，节目播出没有计划，晚间黄金时段、周末时段几乎全部移交给俄罗斯电视台（9月16日更名俄罗斯广播电视台）。

### 停播
苏联解体后，1991年12月26日，苏联中央电视台解散，第二套节目停播，原频道所有时段全部移交给全俄国家电视广播公司下属的俄罗斯广播电视台，部分节目移交至新频道制作和播出，例如《商务人士时间》等。1992年1月4日，该频道停止播出晨练节目，外语教育节目也在1992年1月15日停播。